# Aberdeen (Cap-Oriental)
Pour les articles homonymes, voir Aberdeen (homonymie).
Aberdeen est une petite ville d'Afrique du Sud, située dans la province du Cap-Oriental et administrée par la municipalité locale de Dr Beyers Naudé dans le district de Sarah Baartman. Elle fut baptisée en référence à la ville d'Aberdeen située en Écosse qui était le lieu de naissance d'Andrew Murray (1794–1866), missionnaire et père du théologien homonyme Andrew Murray. 

## Localisation

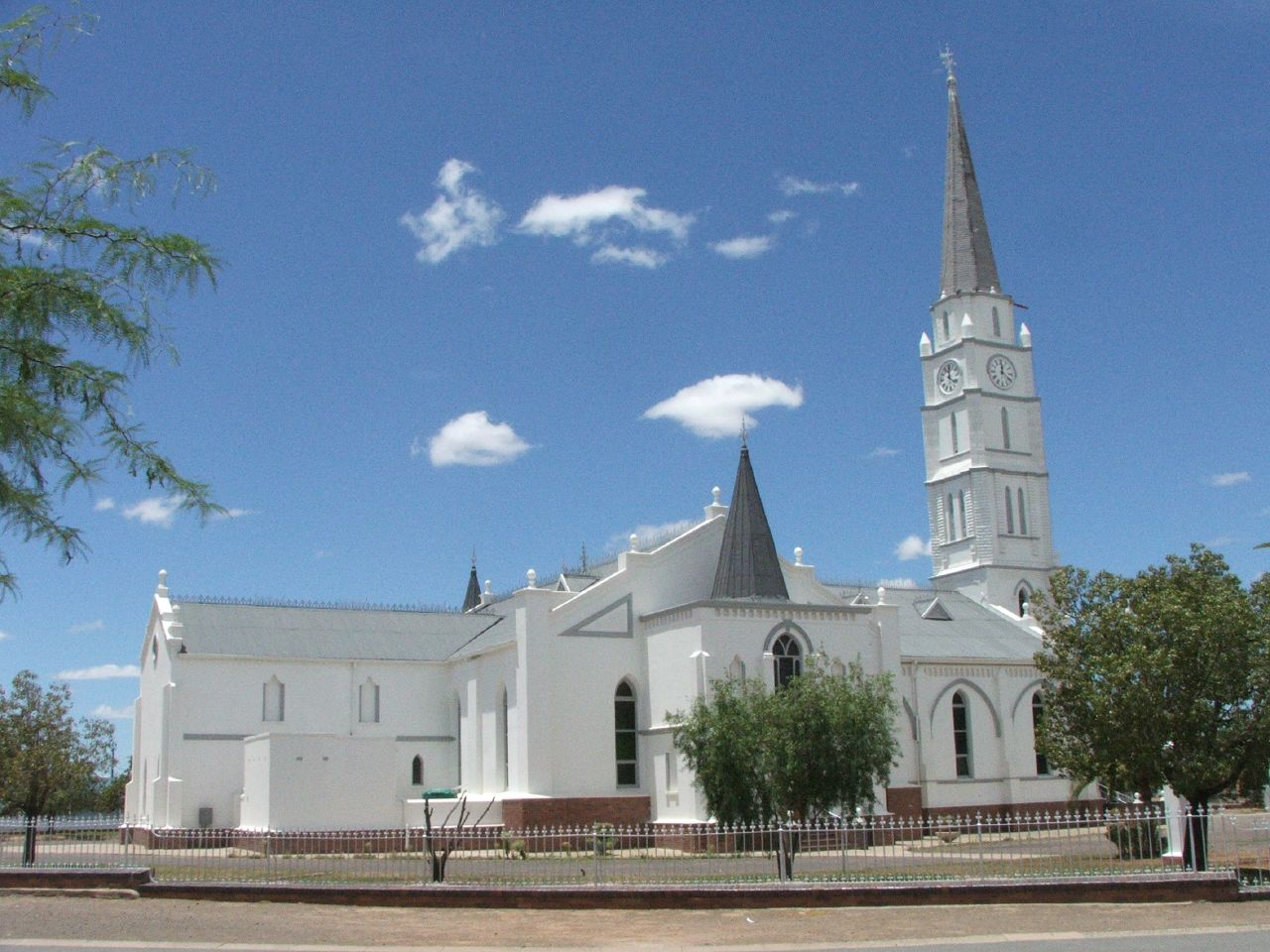
Église réformée hollandaise d'Aberdeen

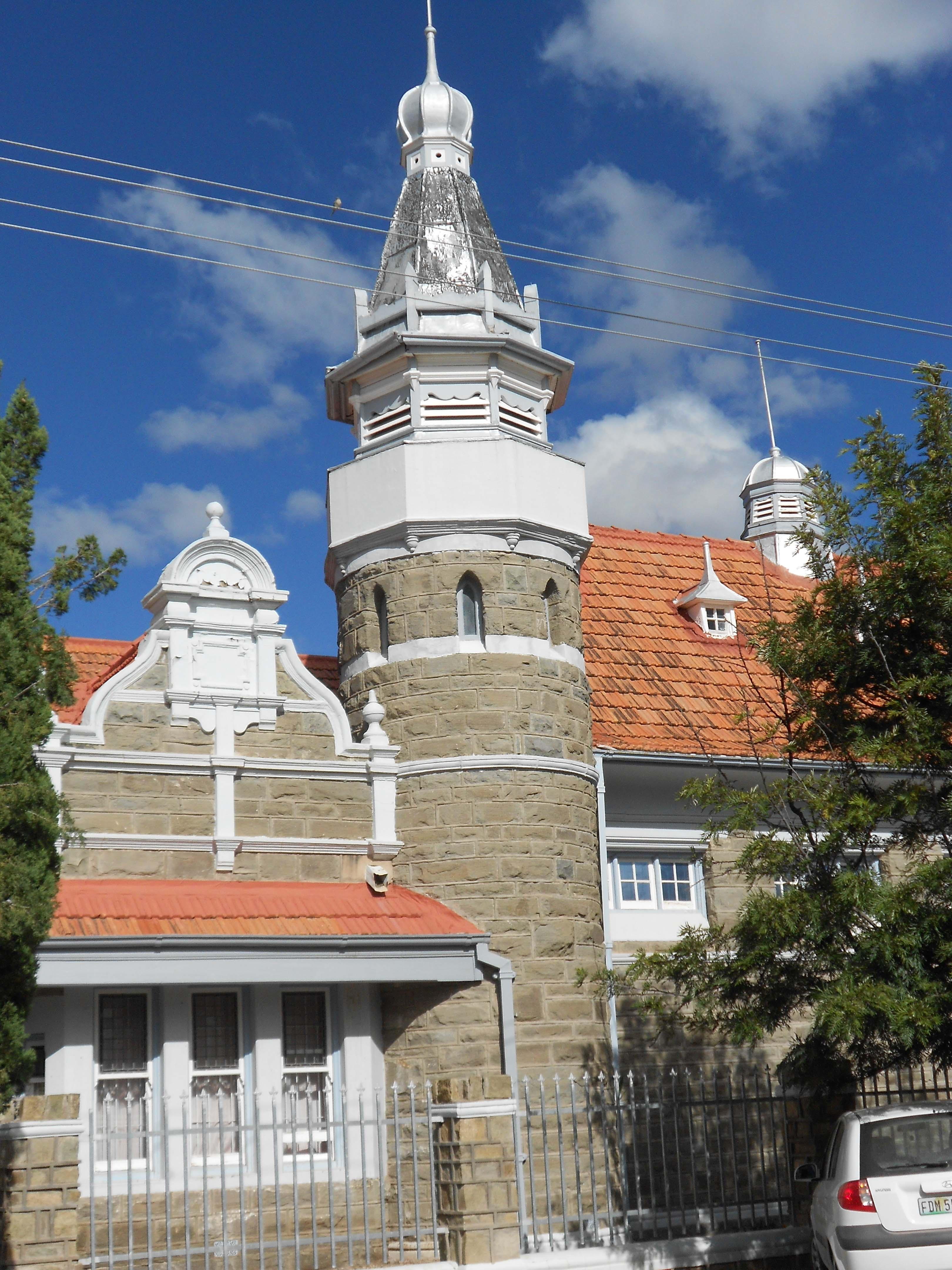
Bureau de poste et tribunal sur Grey Street

Aberdeen est située à 55 km au sud-ouest de Graaff-Reinet, à 155 km à l'est et au sud-est de Beaufort West et à 32 km au sud des montagnes de Camdeboo.

## Démographie
Selon le recensement de 2011, la population d'Aberdeen est de 5 133 habitants (86,64 % de coloureds, 9,37 % de blancs et 3,04 % de noirs). L'afrikaans est la langue maternelle majoritairement utilisée par la population locale (94,89 %). Héritage de l'apartheid, le quartier excentré de Lotusville concentre la population coloured (98,13 % des 4 118 habitants) tandis que les Blancs sont relativement majoritaires dans le centre-ville historique (47,19 % des 1 015 habitants)
La zone urbaine comprenant Aberdeen et le township de Thembalesizwe (5 206 habitants dont 60,82 % de Noirs et 38,44 % de coloured) compte 7 162 habitants (73 % de coloureds, 19,4 % de Noirs, et 6,7 % de Blancs), majoritairement de langue afrikaans (80,7 %).

## Historique
Aberdeen fut fondée en 1856 sur les terres de la ferme de Brakkefontein en tant que congrégation de l'Église réformée hollandaise. Elle devint une municipalité dès 1858. 

## Tourisme
Aberdeen est réputée dans la région du Karoo pour le nombre important de ses bâtiments préservés à l'architecture victorienne.

## Personnalités locales
- Anaso Jobodwana

## Source
- (en) Cet article est partiellement ou en totalité issu de l’article de Wikipédia en anglais intitulé « Aberdeen, Eastern Cape » (voir la liste des auteurs).